# Guiglielmo Guglielmi
Guiglielmo Guglielmi (Piazzole d'Orezza, 1644 - 1728) fou un escriptor i sacerdot cors. Va escriure els poemes A Malannata i Ottave giocose (1702), 36 octaves en italià a les quals uneix un lamentu en bastià, un vocero del nord, una nanna i una serenatta del sud. Aquests poemes foren publicats per Salvatore Viale a les Canti populari corsi (1855) i posteriorment per A Muvra el 1928.